# Lokomotif
Lokomotif was een Turkse band.

## Biografie
Lokomotif werd begin 1987 opgericht om samen met Seyyal Taner deel te nemen aan de Turkse preselectie voor het Eurovisiesongfestival. Met het nummer Şarkım sevgi üstüne wist men de nationale finale te winnen, waardoor ze mochten deelnemen aan het Eurovisiesongfestival 1987 in de Belgische hoofdstad Brussel. Daar eindigde Turkije troosteloos laatste, zonder ook maar één punt te hebben gescoord. Hierna werd de band meteen ontbonden.
1975: Semiha Yankı · 
1978: Nilüfer & Nazar · 
1980: Ajda Pekkan · 
1981: Modern Folk Trio & Ayşegül · 
1982: Neco · 
1983: Çetin Alp & The Short Waves · 
1984: Beş Yıl Önce On Yıl Sonra · 
1985: MFÖ · 
1986: Klips ve Onlar · 
1987: Seyyal Taner & Lokomotif · 
1988: MFÖ · 
1989: Pan · 
1990: Kayahan · 
1991: İzel Çeliköz, Reyhan Karaca & Can Uğurluer · 
1992: Aylin Vatankoş · 
1993: Burak Aydos · 
1995: Arzu Ece · 
1996: Şebnem Paker · 
1997: Şebnem Paker & Grup Etnik · 
1998: Tüzmen · 
1999: Tuba Önal & Grup Mistik · 
2000: Pınar Ayhan & Grup SOS · 
2001: Sedat Yüce · 
2002: Buket Bengisu & Grup Safir · 
2003: Sertab Erener · 
2004: Athena · 
2005: Gülseren · 
2006: Sibel Tüzün · 
2007: Kenan Doğulu · 
2008: Mor ve Ötesi · 
2009: Hadise · 
2010: MaNga · 
2011: Yüksek Sadakat · 
2012: Can Bonomo